# Rugaleyrodes vuattouxi
Rugaleyrodes vuattouxi là một loài côn trùng cánh nửa trong họ Aleyrodidae, phân họ Aleyrodinae.
Rugaleyrodes vuattouxi được Cohic miêu tả khoa học đầu tiên năm 1969.